# Sesona
Sesona è una frazione geografica del comune italiano di Vergiate posta oltre l'autostrada dei Laghi a sudovest del centro abitato, verso Golasecca. Costituì un comune autonomo fino al 1869.

## Storia
Fu un antico comune della Pieve di Somma Lombardo nel Milanese.
Registrato agli atti del 1751 come un borgo di 256 abitanti, nel 1786 Sesona entrò per un quinquennio a far parte dell'effimera Provincia di Varese, per poi cambiare continuamente i riferimenti amministrativi nel 1791, nel 1798 e nel 1799. Alla proclamazione del Regno d'Italia nel 1805 risultava avere 293 abitanti. Nel 1809 fu soppresso con regio decreto di Napoleone ed annesso a Vergiate. Il Comune di Sesona fu quindi ripristinato con il ritorno degli austriaci, e l'abitato risultò essere popolato da 480 anime nel 1853, scese a 449 nel 1861. La definitiva soppressione dell'autonomia comunale giunse infine nel 1869 su decreto di Vittorio Emanuele II, che ripropose l'unione con Vergiate sul modello napoleonico.